# Miss Perù
Miss Perù è un concorso di bellezza che si tiene annualmente in Perù per selezionare le rappresentanti nazionali per i concorsi di Miss Universo e Miss Mondo.
Il Perù compete ad entrambi i concorsi sin dagli anni cinquanta, la prima rappresentante peruviana per Miss Universo fu Ada Gabriela Bueno che partecipò nel 1952. Cinque anni dopo, nel 1957, la peruviana Gladys Zender divenne la prima donna proveniente dall'America Latina a vincere il titolo di Miss Universo. il Perù in totale ha collezionato quattordici semifinaliste, una finalista (Debora Sulca nel 2004) ed una vincitrice nel concorso annuale.
Per quanto riguarda Miss Mondo invece, per i primi anni il Perù non ebbe alcuna rappresentante. In compenso ci sono state ben due peruviane ad essere incoronate Miss Mondo nel corso degli anni: Madeleine Hartog Bell nel 1967 e María Julia Mantilla García nel 2004.

## Albo d'oro

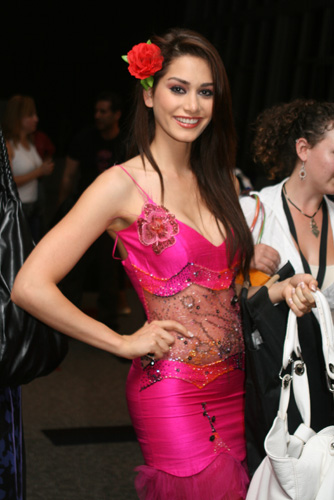
Annmarie Dehainaut, Miss Perù 2008.

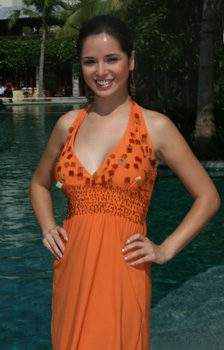
Cynthia Calderon, Miss Perù 2007.

| Anno | Miss Universo Perù                    | Miss Mondo Perù                      |
| ---- | ------------------------------------- | ------------------------------------ |
| 1952 | Ada Gabriela Bueno                    |                                      |
| 1953 | Mary Ann Sarmiento                    |                                      |
| 1954 | Isabella León Velarde Dancuart        |                                      |
| 1956 | Lola Sabogal Morzán                   |                                      |
| 1957 | Gladys Rosa Zender Urbina             |                                      |
| 1958 | Beatriz Boluarte                      |                                      |
| 1959 | Guadalupe Mariátegui Hawkins          | María Elena Rossel Zapata            |
| 1960 | Medallit Gallino Rey                  | Maricruz Gomez Diaz                  |
| 1961 | Carmella Stein Bedoya                 | Norma González Miranda               |
| 1962 | Silvia Ruth Dedeking                  | Rosa Isabel Raschio                  |
| 1963 | Dora Toledano Godier                  | Lucia Buonanni                       |
| 1964 | Miluska Vondrak Steel                 | Gladys Reina Gonzalez                |
| 1965 | Frieda Holler Figalo                  | Lourdes Cardenas Gilardi             |
| 1966 | Madeline Hartog-Bel Houghton          |                                      |
| 1967 | Mirtha Calvo Sommaruga                | Madeleine Hartog Bell                |
| 1968 | Maria Esther Brambilla                | Ana Rosa Berminzon                   |
| 1969 | Maria Julia Mantilla Meyer            |                                      |
| 1970 | Cristina Málaga Butrón                |                                      |
| 1971 | Magnolia Martinez                     |                                      |
| 1972 | Carmen Amelia Ampuero Mosquetti       |                                      |
| 1973 |                                       | Mary Nuñez                           |
| 1975 | Olga Lourdes Berninzon Devéscovi      | Mary Orfanides Canakis               |
| 1976 | Rocio Rita Lazcano                    | Rocio Rita Lazcano                   |
| 1977 | Maria Isabel Frias Zavala             | Maria Isabel Frias Zavala            |
| 1978 | Olga Roxana Zumaran Burga             | Karen Ines Noeth Haupt               |
| 1979 | Jacqueline Brahm                      | Lucia Magali Perez Godoy Quintanilla |
| 1980 | Mariailce Lisseth Ramis Figueroa      | Silvia Roxana Vega Ramos             |
| 1981 | Gladys Silva Cancino                  | Olga Roxana Zumarán Burga            |
| 1982 | Maria Francesca Zaza Reinoso          | Cynthia Mercedes Piedra              |
| 1983 | Vivien Griffiths Shields              | Lisbet Alcázar                       |
| 1984 | Fiorella Ferrari Iglesias             | Gloria Cristina Loayza-Guerra        |
| 1985 | Maria Gracia Galleno Bedoya           | Carmen del Rosario Muro Tavara       |
| 1986 | Karin Mercedes Lindemann García       | Patricia Anne-Marie Kuypers Espejo   |
| 1987 | Jessica Patricia Newton Vasquez-Saenz | Suzette Marie Woodman Denegri        |
| 1988 | Katia Mirella Escudero Lozano         | Martha Elena Kaik Tosso              |
| 1989 | Mariana Sovero McKay                  | Maritza Zorrilla Priori              |
| 1990 | Marisol Martinez                      | Gisselle Martínez Cuadros            |
| 1991 | Eliana Daphne Martínez Márquez        |                                      |
| 1992 | Aline Arce Santos                     |                                      |
| 1993 | Deborah D'Souza Peixoto Luna          |                                      |
| 1994 | Karina Calmet                         | Marcia Pérez Marcés                  |
| 1995 | Paola Dellepiane Gianotti             | Paola Dellepiane Gianotti            |
| 1996 | Natali Patricia Sacco Angeles         | Mónica Chacón De Vettori             |
| 1997 | Claudia Maria Dopf Scansi             | Claudia Maria Luque Barrantas        |
| 1998 | Karim Bernal                          | Mariana Larrabure de Orbegoso        |
| 1999 | Fabiola Lazzo                         | Wendy Monteverde                     |
| 2000 | Veronica Rueckner                     | Tatiana Angulo Yarita                |
| 2001 | Viviana Rivasplata Aita               | Viviana Rivas Plata Aita             |
| 2002 | Adriana Zubiate Flores                | Marina Mora Montero                  |
| 2003 | Claudia Ortiz de Zevallos Cano        | Claudia María Hernández Ore          |
| 2004 | Liesel Holler Sotomayor               | María Julia Mantilla García          |
| 2005 | Debora Susan Sulca Cravero            | María Fiorella Castellano García     |
| 2006 | Fiorella Viñas Robles                 | Silvia Vanessa Cornejo Cerna         |
| 2007 | Jimena Elías Roca                     | Cynthia Jessenia Calderón Ulloa      |
| 2008 | Annmarie Dehainaut Velezmoro          | Annmarie Dehainaut Velezmoro         |
| 2009 | Claudia María Carrasco Sarrio         | Claudia María Carrasco Sarrio        |
| 2010 | Giuliana Zevallos Roncagliolo         | Alexandra Liao                       |
| 2011 | Natalie Vertiz                        | Odilia Garcia                        |
| 2012 | Nicole Faverón                        | Giuliana Zevallos Roncagliolo        |
| 2013 | Cindy Paola Mejía Santa María         | Elba Mercedes Fahsbender Merino      |
| 2014 | Jimena Rumini Espinoza Vecco          | Sofia Rivera                         |
| 2015 | Laura Spoya                           |                                      |
| 2016 | Valeria Piazza                        |                                      |